# Davit Kvirkvelia
Davit "Dato" Kvirkvelia (georgiska: დავით კვირკველია, Davit Kvirkvelia; ryska: Давид "Дато" Квирквелия, David "Dato" Kvirkvelija), född 27 juni 1980 i Lantjchuti, är en georgisk fotbollsspelare som för närvarande spelar för den georgiska klubben Dinamo Tbilisi i Umaghlesi Liga. 
Kvirkvelia har spelat i klubbar i Georgien, Ryssland, Ukraina, Grekland och på Cypern. Han har även spelat landskamper för Georgiens herrlandslag i fotboll och en match för Georgiens U21-herrlandslag i fotboll.